# Mont Blanc de Cheilon
Le mont Blanc de Cheilon est un sommet culminant à 3 870 mètres d'altitude dans les Alpes pennines et dominant le val des Dix au-dessus du val d'Hérémence, dans le canton du Valais.

## Toponymie
On rencontre également les graphies « mont Blanc de Seilon » et « mont Blanc de Seillon ».

## Géographie

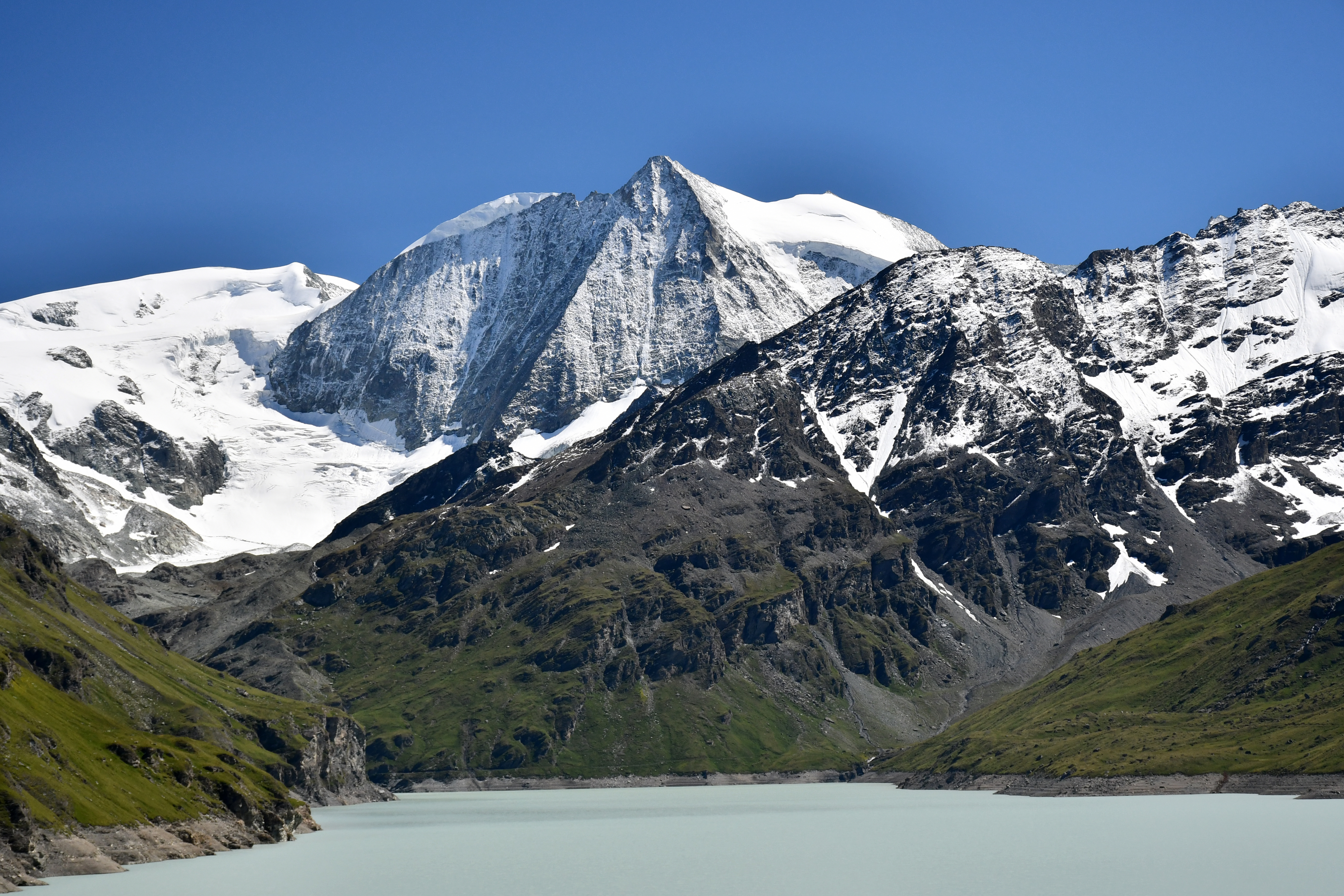
Vue du lac des Dix et du mont Blanc de Cheilon.

Vu du val des Dix, sa silhouette est très particulière, la face nord se présentant comme un triangle isocèle, encadrée d’arêtes formant une symétrie presque parfaite.

## Histoire
- 1865 - Première ascension par Justin Fellay avec Johann Jakob Weilenmann par le col de Cheilon, l’arête nord-ouest puis l’arête sud-ouest, le 11 septembre.
- 1887 - Jean Maître avec H.W. Topham et Arthur Macnamara par l’arête est, le 7 septembre.
- 1896 - Antoine Bovier avec son fils et Julien Gallet par l’arête nord-nord-ouest (devenue « arête Gallet »), le 20 juillet.
- 1905 - Jean Bournissen et Jean Gaudin avec A. Stuart Jenkins par l’arête nord-nord-est (devenue « arête Jenkins »), le 20 juillet.
- 1938 - Wolfgang Gorter et Ludwig Steinauer par la face nord, en été (date non précisée).

## Activités

### Alpinisme
L’ascension se fait habituellement au départ de la cabane des Dix ou de la cabane des Vignettes. Trois itinéraires sont classiques :
- l’arête qui, à l'ouest, s’élève du col de Cheilon ;
- l’arête est ;
- l’arête Gallet.

L’arête Jenkins se parcourt plus rarement.
La face nord présente, quoique moins élevée, un degré de difficulté comparable à celui de la face nord du Cervin.